# Anenská Studánka (železniční zastávka)
Anenská Studánka je železniční zastávka ve stejnojmenné obci v okrese Ústí nad Orlicí.
Železniční zastávka se nachází v km 70,817 na jednokolejné železniční trati Třebovice v Čechách – Chornice – Prostějov/Velké Opatovice, v nadmořské výšce 480 m.
Staniční budova byla přízemní zděná omítaná stavba se sedlovou střechou. Okolo roku 2020 byla zbourána a nahrazena betonovým přístřeškem.